# Sleepless (film)
Pour les articles homonymes, voir Sleepless.
Pour plus de détails, voir Fiche technique et Distribution.
Sleepless est un film américain réalisé par Baran bo Odar, sorti en 2017. Il s'agit du remake du film français Nuit blanche, réalisé par Frédéric Jardin sorti en 2011.

## Synopsis
Une grosse livraison de cocaïne, 25 kilos, destinée à la mafia est détournée. Vincent Downs et Sean Cass, deux flics de Las Vegas, sont rapidement suspectés. La police des polices les met sous pression et la mafia aussi. En enlevant le fils de Downs, la mafia franchit la ligne blanche : blessé et traqué, Downs va devenir un adversaire brutal et impitoyable. Il est prêt à tout pour sauver son fils et il n’a qu’une nuit devant lui.

## Fiche technique
- Titre original et français : Sleepless
- Réalisation : Baran bo Odar
- Production : Roy Lee et Adam Stone
- Scénario : Andrea Berloff, d'après le scénario original de Nicolas Saada et Olivier Douyère
- Musique : Michael Kamm
- Sociétés de production : Reliance Entertainment et Vertigo Entertainment, FilmNation Entertainment, Open Road Films et Riverstone Pictures
- Société de distribution : Open Road Films (États-Unis), Paramount Pictures France (France)
- Pays d'origine :  États-Unis
- Langue originale : anglais
- Genre : action, drame, thriller
- Durée : 95 minutes
- Dates de sortie : 
  -  États-Unis : 13 janvier 2017
  -  France : 9 août 2017
- Le film a été interdit aux moins de 12 ans en France.
- Le film a été interdit aux moins de 15 ans au Royaume Uni.

## Distribution
- Jamie Foxx (VF : Jean-Baptiste Anoumon) : Vincent Downs
- Michelle Monaghan (VF : Barbara Kelsch) : Jennifer Bryant
- Dermot Mulroney (VF : Renaud Marx) : Stan Rubino
- David Harbour (VF : Philippe Valmont) : Doug Dennison
- Scoot McNairy (VF : Grégory Quidel) : Rob Novak
- Gabrielle Union (VF : Sylvie Jacob) : Dena Downs
- Briana Marin (VF : Léovanie Raud) : Dr. Ruby Sorenson
- T.I. (VF : Alex Fondja) : Sean Cass
- Octavius J. Johnson (VF : Alexandre Nguyen) : Thomas Downs

## Accueil

### Box-office
| Pays       | Box-office      | Date d'arrêt du box-office | Nombre de semaines |
| ---------- | --------------- | -------------------------- | ------------------ |
| Etats-unis | 20 783 703 $    | 9 mars 2017                | 8                  |
| France     | 114 663 entrées | en cours                   | 1                  |
| Monde      | 31 088 958 $    | en cours                   |                    |